# Álex López Morón
Álex López Morón es un jugador profesional de tenis nacido el 28 de noviembre de 1970 en Barcelona, España.

## Títulos (2;0+2)

### Individuales (0)
Ganó a Boris Becker en el Masters Series de Motecarlo.
Sufrió una grave lesión de muñeca que le mantuvo apartado de la competición muchos meses, a su vuelta se dedicó a individual y dobles, triunfando en el segundo caso. 
Estuvo entre los 100 mejores jugadores del mundo de dobles varios años.

### Dobles (2)
| Leyenda                |
| Grand Slam (0)         |
| Tennis Masters Cup (0) |
| ATP Masters Series (0) |
| ATP Tour (2)           |

| N.º | Fecha               | Torneo | Superficie    | Pareja        | Oponentes en la final     | Resultado  |
| --- | ------------------- | ------ | ------------- | ------------- | ------------------------- | ---------- |
| 1.  | 17 de julio de 2000 | Umag   | Tierra batida | Albert Portas | Ivan Ljubičić Lovro Zovko | 6-1 7-6(2) |
| 2.  | 21 de julio de 2003 | Umag   | Tierra batida | Rafael Nadal  | Todd Perry Thomas Shimada | 6-1 6-3    |